# SHIFT (Compañia)
SHIFT es un fabricante alemán de smartphones y phablet con su sede con departamento de diseño y desarrollo en Wabern en el norte de Hesse Alemania y producción en China. La empresa se centra en la equidad en la fabricación y la sostenibilidad a través de un diseño modular.

## Historia
La fundación de Shift fue precedida por el crowdfunding del smartphone shift7. El periodo de financiación fue de abril a julio de 2014 y se esperaba recaudar 77.700 euros, cifra que se superó en un tercio, por lo que fue un éxito.
La empresa se fundó oficialmente en noviembre del mismo año y se inscribió en el registro mercantil del Amtsgericht Fritzlar.
En 2016 Shift se convirtió en el primer fabricante de equipos de telecomunicaciones en introducir un depósito de dispositivos para todos los productos Shift. Con el fin de evitar los residuos, los usuarios finales deben devolver los dispositivos defectuosos a la empresa para asegurarse de que se eliminan correctamente o son reutilizados por segundas o terceras personas.
En junio de 2018, la empresa emplea a once personas en su sede de Wabern y a diez en Hangzhou, ganando cuatro veces más que la media del sector en China.
En junio de 2019 Shift había vendido 30.000 unidades.

## Críticas

### Dudas en el c't
Al principio, se expresaron dudas sobre la credibilidad de los objetivos corporativos de SHIFT GmbH, que se formularon como justos. La revista de informática c't, por ejemplo, planteó dudas sobre la equidad del smartphone de las empresas Shift5.1 en su número 9/2016. El artículo señala que el fundador Carsten Waldeck no aportó ningún documento que respaldara sus declaraciones. Además, las declaraciones del Manifiesto de la Producción Justa en el sitio web del fabricante son notablemente vagas. Además, el manifiesto fue escrito por Waldeck y "firmado por 'Aaron, el fundador y director general de Vstar y Weihuaxin', una empresa con sede en Shenzen, China". Esta empresa, a la que según c't von Waldeck se refiere como "socio principal", tiene a su vez los teléfonos de turno fabricados por otra empresa. Según c't, el manifiesto es, por tanto, una mera "declaración de intenciones del fabricante de teléfonos por turnos, no un informe de investigación realizado por un tercero medianamente independiente". La conclusión del artículo es correspondientemente dura con Shift5.1: no debe considerarse una alternativa de fairphone, sino simplemente un típico smartphone barato.

### Representación mixta en Utopía
El portal online alemán de ecología Utopia.de también calificó de "intransparentes" los esfuerzos hacia una producción más sostenible. Sin embargo, el Shift5 fue incluido en una lista de los mejores smartphones ecológicos.

### Otras representaciones
En cambio, la revista Digitale Welt escribe que la empresa da tanta importancia a las medidas respetuosas con el medio ambiente como a las condiciones de trabajo justas y a la reparabilidad. Esto último se consigue mediante el concepto de construcción modular de los dispositivos, cuyas piezas individuales pueden ser pedidas por el usuario y reparadas con herramientas y tutoriales disponibles en el mercado.

### Informes posteriores a 2017
Informes más recientes pintan un panorama más claro. Los artículos de otras revistas también han podido recoger las declaraciones de Carsten Waldeck y demostrar su credibilidad en consecuencia. En junio de 2018, por ejemplo, golem.de de Computec Media informó en detalle sobre la empresa y sus esfuerzos en materia de sostenibilidad y equidad. La revista ProSieben Galileo también probó -también en junio de 2018- el recién publicado Shift6m y utilizó grabaciones de vídeo para iluminar las condiciones de producción de la fábrica propia de Shift in situ en China. En septiembre de 2018, N-tv describió los esfuerzos iniciales hacia la equidad y la sostenibilidad, así como la historia del desarrollo del teléfono Shift. La revista de informática c no encontró más palabras positivas sobre el fabricante alemán de smartphones en el número 15/2018, aunque el reportaje en el contexto de otros proveedores europeos es muy breve. El portal de ecología Utopia.de tampoco menciona ya la intransparencia en un artículo de agosto de 2018. El 7 de diciembre de 2018, Deutsche Welle titula: "Smartphone y sostenibilidad: ¿es posible? Con el shiftphone sí lo es!"..